# Xian de Maqu
Le xian de Maqu ou Machu Dzong (tibétain : རྨ་ཆུ་རྫོང་།, Wylie : rma chu rdzong ; 玛曲县 ; pinyin : Mǎqū Xiàn) est un district administratif de la province du Gansu en Chine. Il est placé sous la juridiction de la préfecture autonome tibétaine de Gannan.

## Démographie
La population du district était de 36 213 habitants en 1999.

## Culture
Les habitants de cette région s, élèvent yaks et chevaux. Une source naturelle d'eau gazeuse, surnommée source-médicament (药泉) y est réputée être bénéfique pour la santé, lorsque son eau est bue lors des fortes pluies.
Le Festival du cheval de Maqu, dans la province du Gansu, attire pendant quelques jours les populations nomades. Un important hippodrome est également présent près du centre administratif, pour les compétitions de chevaux.

## Géographie
La subdivision située autour du fleuve Jaune, comporte un importante steppe, dans laquelle une partie marécageuse est longue de huit kilomètres. Les habitants y lancent des khadaks.

## Immolations
Alors que des Tibétains s'immolent par le feu depuis mars 2011, Tsering Kyi, une étudiante tibétaine est morte à Maqu après s'être immolée par le feu en 2012. Ce décès se situe au lendemain de l'immolation d'une mère de famille tibétaine dans le district proche d'Aba. En décembre 2016 , un autre Tibétain s'immole, Tashi Rabten âgé de 30 ans, des membres de sa famille ont réclamé son corps aux autorités locales, ont été emprisonnés. Rabten devient le 145e Tibétain à s'auto-immoler pour protester contre les politiques chinoises au Tibet depuis 2009, quatrième à le faire cette année et le troisième dans le district de Maqu.

## Personnalités
- Kunchok Tsephel y est né.
- Palgon y est né.